# Masacre escolar de Enoch Brown
La masacre escolar de Enoch Brown fue «uno de los incidentes más notorios» de la rebelión de Pontiac. El 26 de julio de 1764, cuatro guerreros Lenape de Delaware ingresaron a una escuela de colonos en la Provincia de Pensilvania en lo que hoy es el Condado de Franklin, cerca de la actual ciudad de Greencastle. Fue la primera masacre escolar registrada en la historia de los Estados Unidos.

## Historia
Dentro de la escuela se encontraba el maestro Enoch Brown y un número de jóvenes estudiantes. Brown le imploró a los indígenas para apartar a los niños; no obstante, le dispararon y le arrancaron el cuero cabelludo (escalpelamiento). Los guerreros entonces tomaron y arrancaron el cuero cabelludo a los niños. Brown y nueve niños murieron. Dos niños lograron sobrevivir, mientras que otros cuatro fueron tomados como prisioneros.
Un día antes, los guerreros habían encontrado a una mujer embarazada, Susan King Cunningham, en la carretera. Ella fue golpeada hasta la muerte, le arrancaron su cuero cabelludo, y le quitaron el bebé de su cuerpo. Cuando los guerreros regresaron a su pueblo en el río Muskingum en el Territorio de Ohio y mostraron los cueros cabelludos a su jefe anciano, este les reprendió por ser cobardes por atacar a niños.
John McCullough, un colono que había estado preso por los Lenape desde 1756, años más tarde describió el regreso del grupo de ataque cuando él estaba en cautiverio:

Vi a los indios cuando regresaron a casa con el cuero cabelludo; algunos de los antiguos indios estaban muy disgustado con ellos por matar a tantos niños, especialmente Neep-paugh'-whese o Corredor de la sombra, un antiguo jefe, o medio rey, -él atribuyó a la cobardía, que era la mayor afrenta que podría ofrecerles.

Incidentes como éstos llevaron a la Asamblea General de Pensilvania, con la aprobación del Gobernador John Penn, de reintroducir el sistema de recompensas para el cuero cabelludo previamente utilizado durante la guerra franco-india. Los colonos podían recolectar $134 para el cuero cabelludo de un enemigo masculino indígena por encima de la edad de diez años; la recompensa para las mujeres se fijó en $50.
Los colonos enterraron a Enoch Brown y los niños en una fosa común. En 1843, la tumba fue excavada para confirmar la ubicación de los cuerpos. En 1885, el área fue nombrada Enoch Brown Park y un monumento fue erigido sobre la tumba.